# Matra MS640
La Matra MS640 è un'automobile da competizione appartenente alla classe degli Sport Prototipo, realizzata dalla casa costruttrice francese Matra nel 1969. Di tale vettura sono stati realizzati due esemplari: quello originale del 1969 e la ricostruzione del 2005.

## Tecnica
Dotata di un telaio a traliccio di tubi non molto differente da quello della MS650, la coupé Matra MS640 era caratterizzata da una carrozzeria a forma di goccia disegnata da Robert Choulet, ingegnere aerodinamico con precedenti esperienze alla Deutsch & Bonnet che si era ispirato ad altre sue realizzazioni. Essa aveva forme che la facevano somigliare a una macchina da record, estremamente allungata, con un abitacolo ridottissimo coperto da un tetto a bolla altrettanto piccolo, passaruota bombati (che al retrotreno coprivano parzialmente le ruote) e pinne stabilizzatrici sulla coda. Il propulsore era il Matra MS9 V12 3 litri da 420 CV, realizzato nel 1968 su impulso del governo francese e già montato sulla Matra MS630.

## Storia

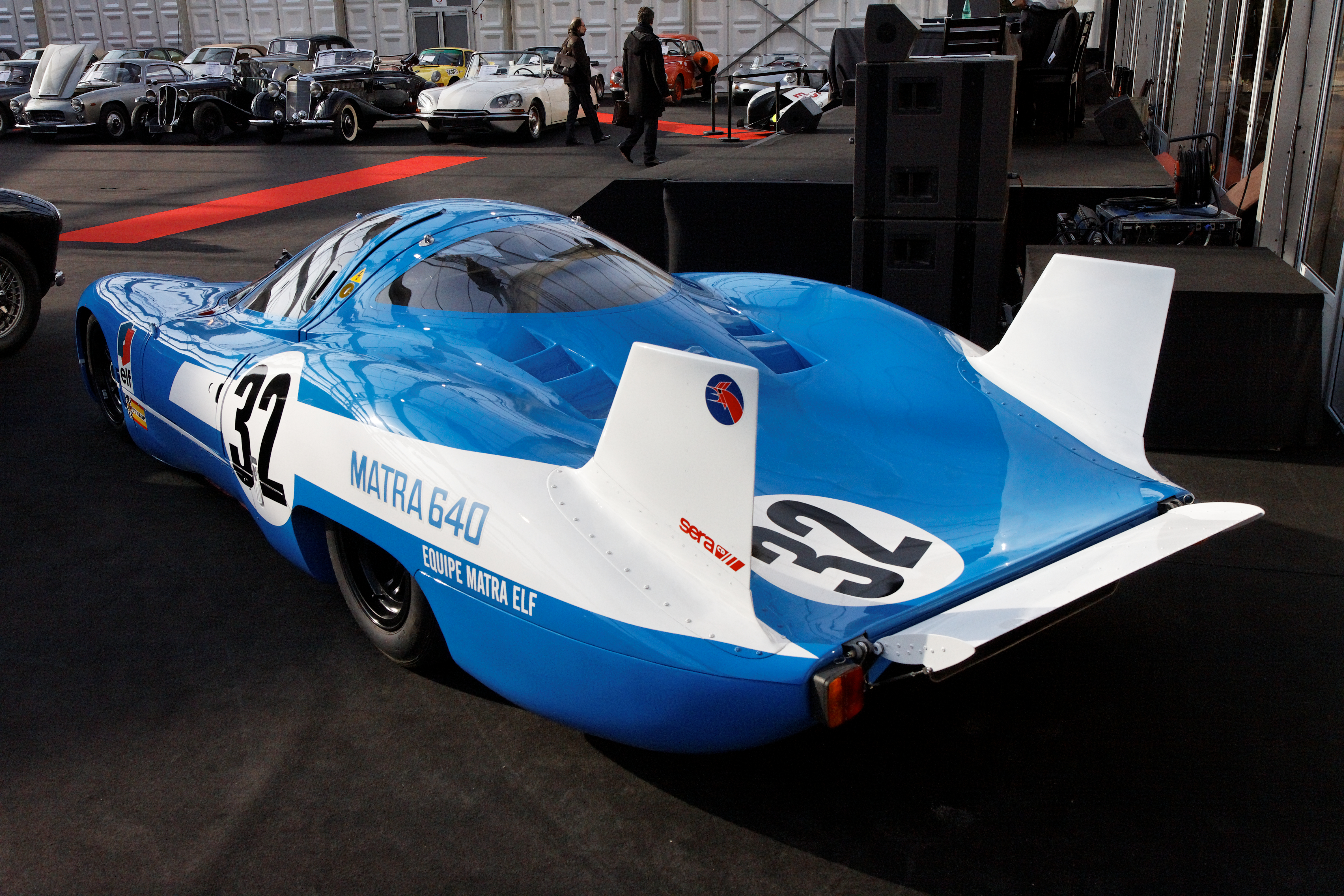
Vista posteriore della MS640

Dopo la realizzazione della MS630 per la stagione 1968 in accordo ai nuovi regolamenti (prototipi con cilindrata di 3 litri, vetture sport con cilindrata di 5 litri e 50 esemplari), una vettura che si era ben comportata alla 24 Ore di Le Mans di quell’anno tenendo a lungo il secondo posto e cedendolo verso fine gara a causa di due forature e di un cortocircuito fatale, il direttore della Matra Jean Luc Lagardère affida a Robert Choulet l'incarico di progettare una vettura chiusa, estremamente aerodinamica e pensata appositamente per il circuito della Sarthe, allo scopo di compensare il divario di potenza patito nei confronti delle Porsche 917, Ferrari 312P e Alfa Romeo 33/3 e i maggiori consumi rispetto alla Porsche 908. L'auto che ne venne fuori solleticò la fantasia e le aspettative di Lagardère, della stampa e di tutta la Francia, che finalmente poteva coltivare il sogno di una "voiture bleu" sul gradino più alto del podio alla 24 Ore di Le Mans.
Ai test collettivi di Le Mans, che si tennero a marzo, la nuova Matra 640 non era ancora pronta e la casa francese schierò solo una MS630, recuperando ad aprile il lavoro perduto in quell'occasione: organizzò una sessione di test privati con tutto il Circuit de la Sarthe per sé, lontano da occhi indiscreti che potessero studiare la nuova arma. La vettura venne affidata ad Henri Pescarolo e Johnny Servoz-Gavin, che dovevano sviluppare la vettura su un vero circuito, poiché essa aveva sulle spalle solo i pochi chilometri percorsi sulla pista dell'aeroporto di Marigny, in occasione della presentazione alla stampa. Partì per primo Pescarolo, istruito dal direttore sportivo Georges Martin e dal progettista Choulet a spingere gradualmente la vettura verso il limite. I primi giri dovevano essere fatti in configurazione aerodinamica “neutra”, per poi effettuare le ulteriori regolazioni di assetto e aerodinamica.
Pescarolo ebbe subito l'impressione di uno sterzo “leggero” e quando si immise sul rettilineo dell'Hunaudières spinse la vettura fino a 250 km/h. Superato un dosso, la 640 decollò come un aereo “volando” lungo la pista con le ruote staccate da terra e il motore ululante finché il muso non si impennò facendola capovolgere per poi andare a schiantarsi a bordo pista. Dai box si vide una colonna di fumo e subito la squadra si precipitò sul luogo dell'incidente: gli alberi erano stati tranciati a un metro e mezzo d'altezza e i rottami erano sparsi nel raggio di qualche centinaio di metri, ma il pilota era vivo, seppure dovette poi trascorrere sei mesi di convalescenza molto lunga per riprendersi dalle ustioni, dalle fratture agli arti e dalle lesioni alla colonna vertebrale. Ristabilitosi, sebbene ancora claudicante, vinse la 1000 km di Parigi sul circuito di Montlhéry a bordo di una Matra 650 in coppia con Beltoise. La "640", invece, non verrà mai utilizzata in gara in quanto Jean-Luc Lagardère non acconsentì alla realizzazione di un altro esemplare, spingendo così Choulet a lasciare la Matra nell'ottobre 1969 per approdare alla Porsche.
Dopo l'incidente si cercò di comprenderne le cause, che a parere del progettista dovevano ricercarsi nella flessione di alcune parti della carrozzeria, nello specifico la parte superiore degli sportelli, sotto la spinta dell'aria alle elevate velocità. Modificandosi la forma della carrozzeria, essa diventava instabile e predisposta al decollo, tendenza che portò all'incidente e che si sarebbe potuta scoprire ed eliminare se il pilota avesse raggiunto gradualmente giro dopo giro le prestazioni massime della vettura, sempre secondo Choulet. Sta di fatto che l'aerodinamica estrema della vettura faceva sì che bastasse un minimo inconveniente per arrivare all'incidente.

## Il secondo esemplare

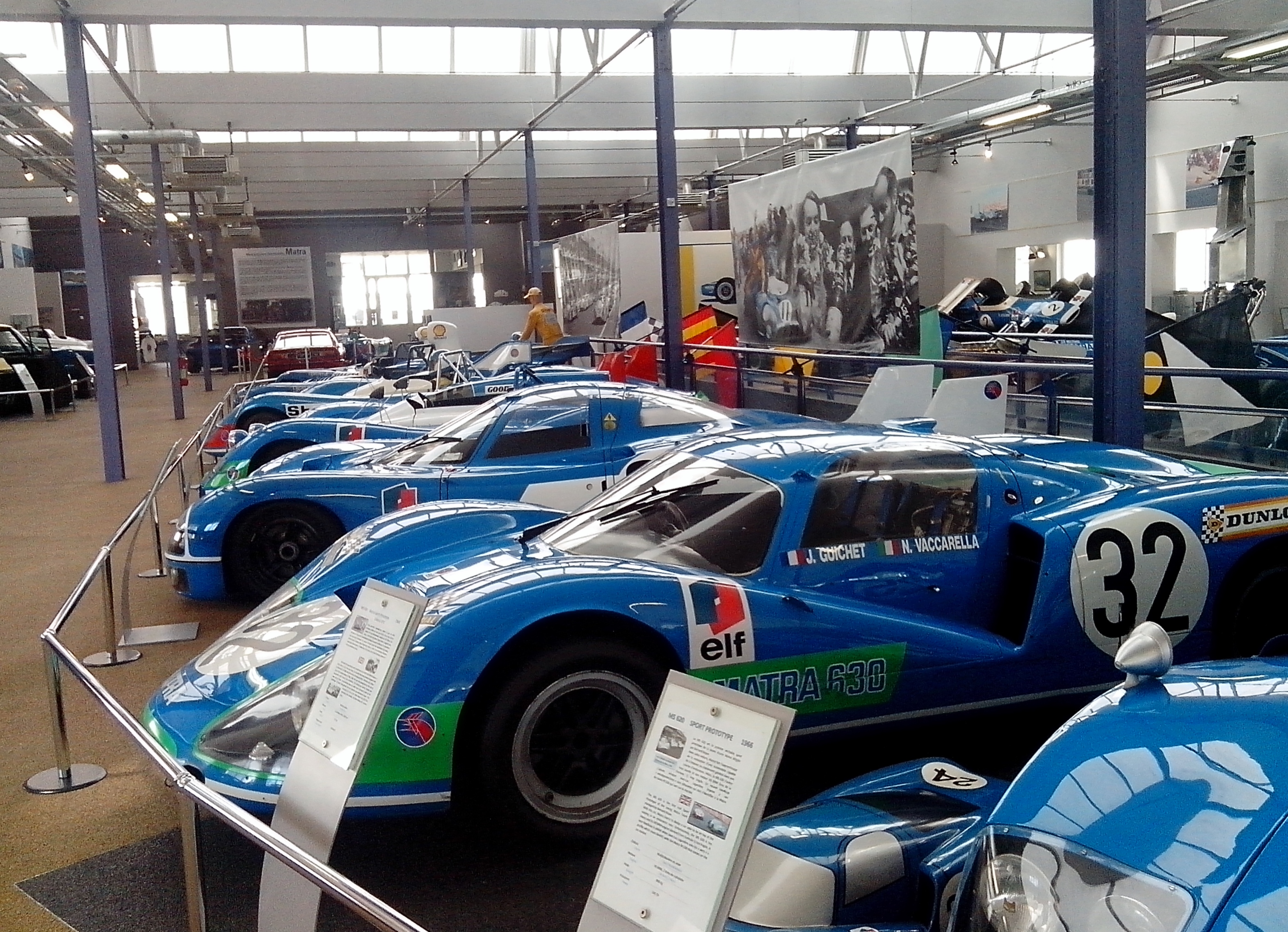
La Matra MS640 esposta presso la "Collection de l'Espace Automobiles Matra", visibile dietro la MS630 n°32

Nel 1989 furono ritrovati nello stabilimento Matra gli stampi originali, con all'interno alcune parti della seconda carrozzeria e nel 1995 viene realizzato dalla Norma, sulla base dei progetti originari, un secondo telaio e le parti mancanti della carrozzeria. Per nove anni la ricostruzione della MS 640 è in fase di stallo per mancanza di artigiani qualificati e dopo vaste ricerche in tutta la Francia, viene affidata alla E.P.A.F. nel 2004, un'azienda specializzata nel restauro di auto da corsa, che porta a termine il lavoro mediante l'uso delle tecniche costruttive del 1969.
Una volta completata la vettura, si decide di sottoporla a una serie di collaudi, ai quali viene invitato ad assistere anche l'ormai ultrasessantenne Henry Pescarolo, che però chiede di essere colui che siederà al volante, per concludere il lavoro interrotto oltre trentacinque anni prima, ottenendo risposta positiva. Per evitare il ripetersi del disastroso incidente del 1969, questa 640 era stata equipaggiata di un sistema di sensori sulle sospensioni anteriori che avvertivano il pilota dell'avvicinarsi del limite oltre il quale la vettura sarebbe decollata. Messe le ruote in pista, ad ogni tentativo di spingersi oltre l'andatura turistica faceva scattare l'allarme, cosicché la vettura entrava e usciva dai box per modificare l'assetto e riprovare. L'ultima prova che resta da fare è far scendere il muso fino a sfiorare il terreno, per ottenere la massima deportanza, ma il rischio è che alla prima frenata esso si impunti sull'asfalto: bisognerebbe disattivare i freni anteriori, ma i tecnici escludono tale possibilità per motivi di sicurezza e comunicano al pilota la fine del test. Ma Pescarolo non ci sta e vuole proseguire i collaudi anche senza freni anteriori, a dispetto della contrarietà di tutti.
La macchina così modificata non dà più allarmi e raggiunge quasi i 290 km/h senza decollare. Alla fine del test, Pescarolo rientra ai box sorridente, salta fuori dall'abitacolo invaso da un fumo acre proveniente dai passaruota posteriori carenati, da cui escono delle fiamme. Troppo sollecitati dalla disattivazione dei freni anteriori, i freni posteriori si sono surriscaldati innescando un principio d'incendio, domato dal pilota senza smettere di sorridere, soddisfatto per aver finalmente chiuso un discorso lasciato in sospeso.
La Matra MS640 è esposta presso il museo Espace automobiles Matra a Romorantin–Lanthenay, tra Bourges e Orléans, in Francia.